# Sit-in
Il sit-in, o sit-down, è una forma di protesta basata sull'occupazione di un'area allo scopo di attirare l'attenzione sulle istanze dei contestatori. Strade, piazze e prossimità di uffici governativi o di società private contestate sono i tipici luoghi di un sit-in, proposto dai suoi praticanti come forma di lotta nonviolenta. Il sit-in è stato utilizzato dai movimenti studenteschi del Sessantotto ed è una forma di protesta diffusa anche in Italia.
Una remota attestazione di questa pratica risale alla tarda antichità e vide protagonista sant'Ambrogio, allora vescovo nella città di Milano, nei suoi dissidi con l'imperatrice Giustina, seguace dell'arianesimo: essendo venuto a conoscenza dell'intenzione di Giustina di destinare una chiesa al culto ariano, Ambrogio occupò il luogo di culto notte e giorno fino a ottenere la desistenza dell'imperatrice.

## Il Sitting Dharna secondo Gandhi
È un'antica pratica della tradizione giainista in risposta a un'ingiustizia subita, che consiste nel sedersi a terra a gambe incrociate, iniziando un digiuno fino alla morte. Nel caso l'offesa non venga riparata e la vittima muoia, il colpevole è condannato a reincarnarsi in forme di vita inferiori. 
Quando Gandhi venne a sapere che alcuni studenti avevano fatto rivivere questa antica forma di protesta scrisse su Young India del 2 febbraio 1921 una dura reprimenda:
(Mahatma Gandhi, Opera completa del Mahatma Gandhi, vol. XIX, p. 313.)

## I sit-in negli Stati Uniti
Questo metodo di protesta venne usato anche negli Stati Uniti negli anni Quaranta del Novecento, ad esempio a Chicago tra il 1943 e il 1944, quando degli attivisti protestarono in ristoranti che si rifiutavano di servire clienti neri, oppure nel 1958 a Wichita, in Kansas, al bancone da pranzo di un Dockum Drug Store